# Llista d'alcaldes del Prat de Llobregat

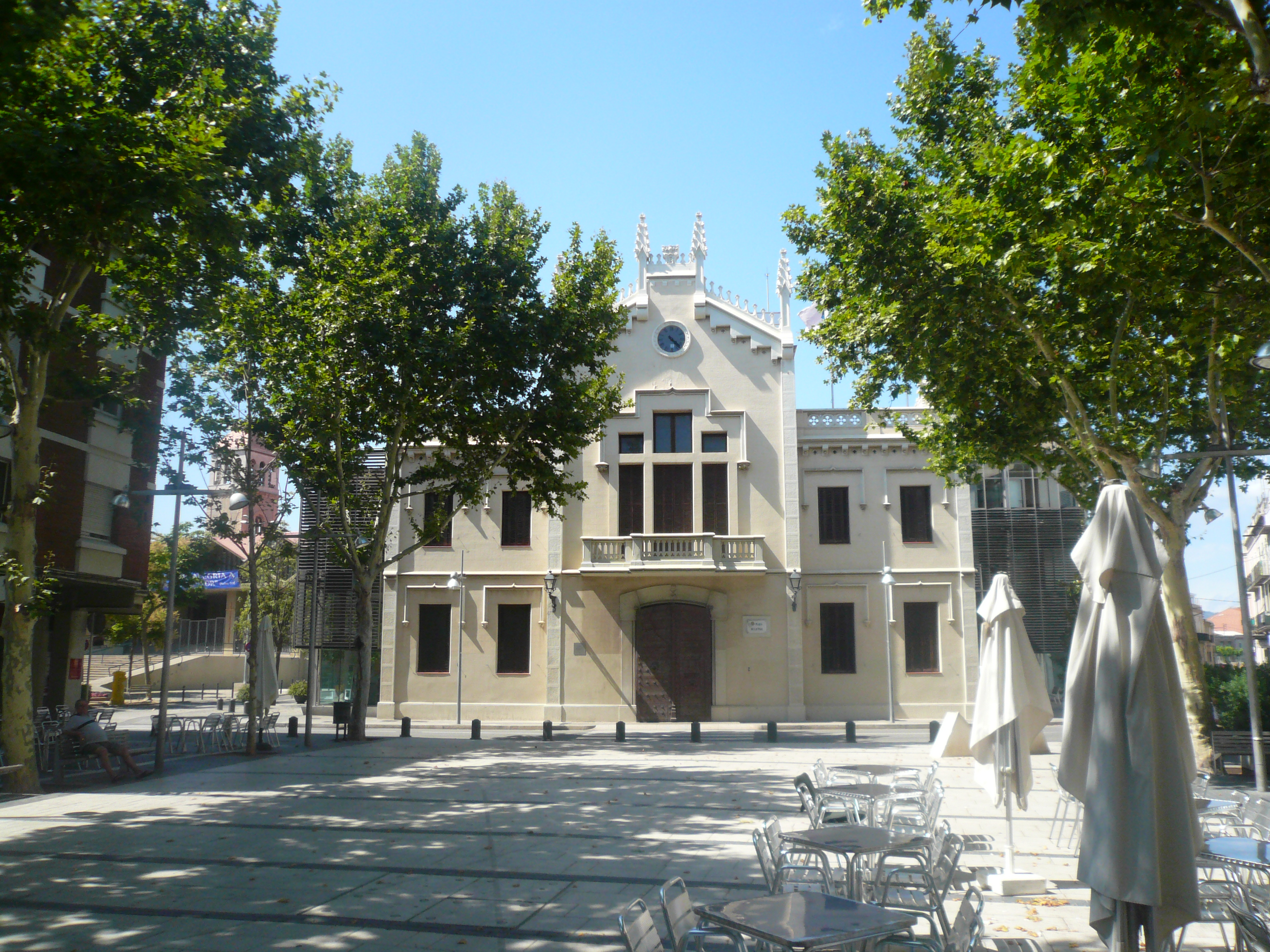
L'ajuntament, a la Plaça de la Vila.

L'Alcalde del Prat de Llobregat és la màxima autoritat política de l'ajuntament del Prat de Llobregat. D'acord amb la "Ley Orgánica 5/1985", de 19 de juny, del "Régimen Electoral General" (actualment en vigor) l'alcalde és elegit per la corporació municipal de regidors, que al seu torn són elegits per sufragi universal pels ciutadans del Prat amb dret a vot, mitjançant eleccions municipals celebrades cada quatre anys. En la mateixa sessió de constitució de la Corporació es procedeix a l'elecció de l'Alcalde, podent ésser candidats tots els regidors que encapçalen les corresponents llistes. És proclamat electe el candidat que obté la majoria absoluta dels vots. Si cap d'ells obté aquesta majoria és proclamat Alcalde el regidor que encapçala la llista més votada.

## Llista d'alcaldes
| Període               | Nom de l'alcalde                     | Partit Polític                            | Context Polític                                   |
| --------------------- | ------------------------------------ | ----------------------------------------- | ------------------------------------------------- |
| 1693-1694             | Francesc Porcet                      |                                           |                                                   |
| 1701-1702             | Francesc Porcet                      |                                           |                                                   |
| 1714                  | Josep Ferrer Termes                  |                                           |                                                   |
| 1716                  | Josep Ferrer Termes                  |                                           |                                                   |
| 1718-1720             | Josep Ferrer Termes                  |                                           |                                                   |
| 1720-1721             | Pere Vidal                           |                                           |                                                   |
| 1723-1726             | Pere Vidal                           |                                           |                                                   |
| 1732-1735             | Pere Vidal                           |                                           |                                                   |
| 1744                  | Aleix Aguilera                       |                                           |                                                   |
| 1805-1810             | Rafel Company Ginabreda Perruca      | ?                                         | ·                                                 |
| 1824                  | Josep Rosell                         |                                           |                                                   |
| 1830-1831             | Josep Rodés Perruca                  | Reialista                                 | Dècada Ominosa (1823 - 1833)                      |
| 1831                  | Ignasi Mèlich                        | ?                                         | Dècada Ominosa (1823 - 1833)                      |
| 1833                  | Pau Guilera Prats                    | ?                                         | Regnat d'Isabel II (1833-1868)                    |
| 1834-1835             | Pere Casanovas Codina Badeu          | ?                                         | Regnat d'Isabel II                                |
| 1835-1836             | Pere Monés                           | ?                                         | Regnat d'Isabel II                                |
| 1837-1838             | Marc Busquets Tort                   | ?                                         | Regnat d'Isabel II                                |
| 1839                  | Jaume Ribas                          | ?                                         | Regnat d'Isabel II                                |
| 1839-1840             | Josep Rodés Perruca                  | ?                                         | Regnat d'Isabel II                                |
| 1841                  | Josep Rigual-Alayo i Valls           | ?                                         | Regnat d'Isabel II                                |
| 1842                  | Domingo Vallhonrat                   | ?                                         | Regnat d'Isabel II                                |
| 1843                  | Antoni Rigual-Alayo i Monés          | ?                                         | Regnat d'Isabel II                                |
| 1843-1844             | Pau Company                          | ?                                         | Regnat d'Isabel II                                |
| 1844-1845             | Pau Guilera Bou                      | ?                                         | Regnat d'Isabel II                                |
| 1846-1847             | Josep Rodés Perruca                  | ?                                         | Regnat d'Isabel II                                |
| 1848-1849             | Pau Guilera Bou                      | ?                                         | Regnat d'Isabel II                                |
| 1850                  | Rafael Canillo                       | ?                                         | Regnat d'Isabel II                                |
| 1850                  | Pere Ribas Batllori                  | ?                                         | Regnat d'Isabel II                                |
| 1850-1851             | Joan Torrens Fuixart                 | ?                                         | Regnat d'Isabel II                                |
| 1852-1853             | Miquel Casanovas Ribas               | "Enciam"                                  | Regnat d'Isabel II                                |
| 1854                  | Joan Monés Xirinachs Joan del Sastre | "Rostit"                                  | Regnat d'Isabel II                                |
| 1854                  | Gabriel Busquets                     | ?                                         | Regnat d'Isabel II                                |
| 1855-1856             | Josep Parellada Pujol                | ?                                         | Regnat d'Isabel II                                |
| 1857-1858             | Pau Aguilera Bou                     | "Rostit"                                  | Regnat d'Isabel II                                |
| 1859-1860             | Josep Monés Valls                    | ?                                         | Regnat d'Isabel II                                |
| 1861-1862             | Ramón Arandas Gorguí                 | "Rostit"                                  | Regnat d'Isabel II                                |
| 1863-1864             | Joan Rodés Company Perruca           | ?                                         | Regnat d'Isabel II                                |
| 1865                  | Joan Vallhonrat Dalit                | ?                                         | Regnat d'Isabel II                                |
| 1866                  | Pau Codina Balletbò                  | ?                                         | Regnat d'Isabel II                                |
| 1866                  | Damià Comas                          | ?                                         | Regnat d'Isabel II                                |
| 1867                  | Pau Codina Balletbò                  | ?                                         | Regnat d'Isabel II                                |
| 1867                  | Damià Comas                          | ?                                         | Regnat d'Isabel II                                |
| 1867-1868             | Pau Aguilera Bou                     | "Rostit"                                  | Regnat d'Isabel II                                |
| 1869-1871             | Ramón Arandas Gorguí                 | "Rostit"                                  | Sexenni Democràtic (1868-1874)                    |
| 1872-1873             | Miquel Casanovas Ribas               | "Enciam"                                  | Sexenni Democràtic                                |
| 1873-1874             | Pau Codina Balletbò                  | ?                                         | Sexenni Democràtic                                |
| 1874-1876             | Domingo Dalit Vallhonrat             | ?                                         | Restauració Borbònica (1874-1923)                 |
| 1877-1878             | Ramón Arandas Gorguí                 | "Rostit"                                  | Restauració Borbònica                             |
| 1879-1889             | Pau Company Casanovas                | ?                                         | Restauració Borbònica                             |
| 1890-1893             | Baldiri Serra Vidal                  | ?                                         | Restauració Borbònica                             |
| 1894-1905             | Josep Ferrer Rosell                  | ?                                         | Restauració Borbònica                             |
| 1906-1908             | Joan Farrés Serra                    | ?                                         | Restauració Borbònica                             |
| 1908-1912             | Josep Mas Rodés                      | ?                                         | Restauració Borbònica                             |
| 1913-1915             | Aleix Aguilera Ginabreda             | "Partit Vell"                             | Restauració Borbònica                             |
| 1916-1917             | Josep Monés Jané                     | "Partit Nou"                              | Restauració Borbònica                             |
| 1918-1919             | Joan Rosell Badia Saboia             | "Partit Vell"                             | Restauració Borbònica                             |
| 1920-1922             | Jaume Sallés Serra                   | "Partit Nou"                              | Restauració Borbònica                             |
| 1923-1924             | Josep Pujol i Capsada                | "Autonomista"                             | Dictadura de Primo de Rivera (1923 - 1930)        |
| 1924                  | Baldiri Casas Company                | "Artesanista"                             | Dictadura de Primo de Rivera                      |
| 1925-1929             | Alberto Feu Guilera                  | "Artesanista"                             | Dictadura de Primo de Rivera                      |
| 1930                  | Josep Xirinachs Vilà                 | "Artesanista"                             | Dictadura de Primo de Rivera                      |
| 1931                  | Jaume Sallés Serra                   | ?                                         | Dictadura de Primo de Rivera                      |
| 1931                  | Josep Pujol Capsada                  | ERC                                       | Segona República Espanyola (1931 - 1939)          |
| 1931                  | Jaime Sallés Serra                   | ERC                                       | Segona República Espanyola                        |
| 1932-1933             | Juan Vilà Dalmau                     | ERC                                       | Segona República Espanyola                        |
| 1934                  | José Gibert Pascual                  | ERC                                       | Segona República Espanyola                        |
| 1934-1935             | Alberto Feu Guilera                  | ?                                         | Segona República Espanyola                        |
| 1935                  | Josep Codina Parellada               | Lliga Catalana                            | Segona República Espanyola                        |
| 1936                  | José Gibert Pascual                  | ERC                                       | Segona República Espanyola                        |
| 1936-1937             | Lluís Serra i Giribert               | PSUC                                      | Segona República Espanyola                        |
| 1937-1939             | Joan Bruxola i Marcé                 | ERC                                       | Segona República Espanyola                        |
| 1939-1940             | José Colominas Vergés                |                                           | Dictadura Franquista                              |
| 1940-1940             | Alberto Feu Guilera                  |                                           | Dictadura Franquista                              |
| 1940-1941             | Jaime Casanovas Casanovas            |                                           | Dictadura Franquista                              |
| 1941-1942             | Rafael Ferrer Monés                  |                                           | Dictadura Franquista                              |
| 1942-1945             | Jaime Casanovas Casanovas            |                                           | Dictadura Franquista                              |
| 1945-1946             | Manuel Lagarriga Álvarez             |                                           | Dictadura Franquista                              |
| 1946-1947             | Juan Vilà Dalmau                     |                                           | Dictadura Franquista                              |
| 1947-1957             | Rafael Ferrer Monés                  |                                           | Dictadura Franquista                              |
| 1957-1964             | Jaume Codina i Vilà                  |                                           | Dictadura Franquista                              |
| 1964-1968             | Máximo Simón Pérez                   |                                           | Dictadura Franquista                              |
| 1968-1974             | Josep Lloret Noya                    |                                           | Dictadura Franquista                              |
| 1975-1977             | José María Mesa Parra                |                                           | Transició democràtica espanyola - Regne d'Espanya |
| 1977-1979             | Martí Ferrer Bruguera                |                                           | Transició democràtica espanyola - Regne d'Espanya |
| 19/04/1979 31/12/1981 | Antonio Martín Sánchez               | Partit Socialista Unificat de Catalunya   | Regne d'Espanya                                   |
| 02/03/1982 15/06/2019 | Lluís Tejedor Ballesteros            | Iniciativa per Catalunya Verds            | Regne d'Espanya                                   |
| 15/06/2019 16/01/2025 | Lluís Mijoler i Martínez             | El Prat en Comú-En Comú Guanyem (EPC-ECG) | Regne d'Espanya                                   |
| 16/01/2025 Present    | Alba Bou Jordà                       | El Prat en Comú (EPC)                     | Regne d'Espanya                                   |